# Robert B. Howell
Robert B. Howell (Adrian, 1864. január 21. – Washington, 1933. március 11.) az Amerikai Egyesült Államok szenátora (Nebraska, 1923–1933).